# Augusta Jensen
Augusta Jensen (* 2. Januar 1858 als Augusta Albertina Eliesson in der Gemeinde Bro, Värmland, Schweden; † 8. August 1936 in Karlstad, Värmland) war eine schwedische Genre-, Landschafts-, Porträt- und Stilllebenmalerin der Düsseldorfer Schule.

## Leben
Auf eigene Faust reiste Augusta Eliesson, Tochter des Sägewerk-Besitzers Andreas Eliesson auf Agnhammar bei Grums und dessen Ehefrau Beata Anderson, 1877 im Alter von 19 Jahren nach Düsseldorf. Dort nahm sie bis 1880 Privatunterricht bei den norwegischen Genremalern Bengt Nordenberg und Vincent Stoltenberg Lerche. Dann kehrte sie in ihre Heimat zurück, wo sie 1883 Niels Christian Jensen (* 1862), einen dänischen Geschäftspartner ihres Vaters, heiratete. Im gleichen Jahr unternahm sie eine Studienreise nach Paris. Im Folgejahr reiste sie über Nizza nach Italien, wo sie Genua, Florenz und Pisa besuchte sowie eine längere Zeit in Rom verbrachte. Auch die Insel Capri suchte sie in dieser Zeit auf.
Mit ihrem Mann, ab 1905 dänischer Konsul für das Värmland, und ihren fünf Söhnen, unter ihnen der spätere Bildhauer Peter Jensen (1892–1977), bewohnte Augusta Jensen eine luxuriös eingerichtete Villa auf Orrholmen bei Karlstad. Dort gab die musikinteressierte Hausherrin, die selbst eine Pianistin war, Musikabende. Ihre Salons waren ein Mittelpunkt des gesellschaftlichen Lebens. Zu ihren Gästen zählten der lutherische Bischof Claes Herman Rundgren (1819–1906), die Schriftstellerin Selma Lagerlöf und der Lyriker Gustaf Fröding. Kurz nach ihrem Tod, zu Weihnachten 1936, brannte die Villa ab, wobei auch ein Großteil ihres Œuvres ein Raub der Flammen wurde.

## Werk
Augusta Jensen bildete sich u. a. durch das Kopieren von Werken alter Meister, darunter nach Botticelli, Perugino, Rogier van Weyden und Terborch. Sie hinterließ Schilderungen aus dem römischen Volksleben (Spanische Treppe, Römischer Jüngling) und Landschaftskompositionen, Bildnisse (Selbstbildnis, 1884; Abb.: Svenskt konstnärslexikon) und Blumenstillleben als Ölgemälde und in Aquarelltechnik, die wegen ihres feinen Kolorits und sicherer Zeichnung geschätzt wurden. Eine Gedächtnisausstellung fand 1937 in Karlstad statt.